# Philothamnus heterodermus
Espèce
Synonymes
- Chlorophis heterodermus Hallowell, 1857
- Chlorophis cyaneus Hecht, 1929

Philothamnus heterodermus est une espèce de serpents de la famille des Colubridae.

## Répartition
Cette espèce se rencontre en Afrique subsaharienne :
- en Guinée-Bissau, au Guinée, en Sierra Leone, au Liberia, en Côte d'Ivoire, au Ghana, au Togo, au Nigeria ;
- au Cameroun, au Guinée équatoriale, au Gabon, en Centrafrique, au République du Congo, au République démocratique du Congo, en Angola ;
- en Ouganda, au Kenya, en Tanzanie, au Rwanda et au Burundi.

## Publication originale
- Hallowell, 1857 : Notes of a collection of reptiles from the Gaboon country, West Africa, recently presented to the Academy of Natural Sciences of Philadelphia, by Dr. Herny A. Ford. Proceedings of the Academy of Natural Sciences of Philadelphia, vol. 9, p. 48-72 (texte intégral).